# Dušan Mandić
Dušan Mandić (in serbo Душан Мандић?; Cattaro, 16 giugno 1994) è un pallanuotista serbo, attaccante del Ferencvaros. Con la calottina della nazionale serba ha conquistato tre ori olimpici ed un oro mondiale a Kazan' 2015.

## Palmarès

### Club

#### Trofei nazionali
- Campionato serbo: 4

Partizan: 2010-11, 2011-12
Novi Beograd: 2021-22, 2022-23
- Coppa di Serbia: 2

Partizan: 2010-11, 2011-12
- Campionato italiano: 4

Pro Recco: 2015-16, 2016-17, 2017-18, 2018-19
- Coppe Italia: 5

Pro Recco: 2015-16, 2016-17, 2017-18, 2018-19, 2020-21
- Coppa del Montenegro: 1

Primorac: 2009-10
- Coppa d'Ungheria: 2

Ferencvaros: 2023, 2024
- Campionato ungherese: 2

Ferencvaros: 2024, 2025

#### Trofei internazionali
- LEN Champions League: 4

Partizan: 2010-11
Pro Recco: 2020-21
Ferencvaros: 2023-24, 2024-25
- Supercoppa LEN: 4

Primorac: 2009
Partizan: 2011
Pro Recco: 2015
Ferencvaros: 2024
- Euro Interliga: 1

Partizan: 2010-11
- Lega Adriatica: 1

Novi Beograd: 2021-22
- Tom Hoad Cup: 1

Partizan: 2011

### Nazionale
- Olimpiadi

Londra 2012: 
Rio de Janeiro 2016: 
Tokyo 2020: 
Parigi 2024: 
- Mondiali

Kazan' 2015: 
- Europei

Budapest 2014: 
Belgrado 2016: 
- Coppa del Mondo

Almaty 2014: 
- World League

Čeljabinsk 2013: 
Dubai 2014 
Bergamo 2015 

## Riconoscimenti
- Total Waterpolo Player Award: 2021, 2024[1]
- Pallanuotista dell'anno World Aquatics: 2024
- LEN Award: 2024